# Nelson Riddle
Nelson Riddle, född 1 juni 1921 i Oradell, New Jersey, död 6 oktober 1985 i Los Angeles, Kalifornien, var en amerikansk musiker, orkesterledare och arrangör.
Han samarbetade med storheter som exempelvis Nat King Cole, Frank Sinatra, Dean Martin, Judy Garland, Peggy Lee och Jimmy och Tommy Dorsey.